# Хевіз
Хевіз — (угор. Hévíz) — місто на заході Угорщини в медьє Зала. Населення 4 550 чоловік (2001). 

## Географія
Місто розташоване приблизно за 190 км на північний захід від Будапешта, за 6 км на північний захід від міста Кестхей і за 180 км від Відня. Розташований біля південно-західних підстав гір Баконь, за 6 км від південно-західного краю озера Балатон. Поруч з містом знаходиться найбільше в Європі термальне озеро Хевіз, що є великим курортним центром, на берегах якого розташовані санаторії. озеро Хевіз, друге по величині в світі термальне озеро, але з біологічно активних термальних озер є найбільшим природним озером. Його температура залежить від комбінації гарячих і холодних весняних вод, виходячих з 38 метрів під землею. Вода б'є з джерела печери, приблизно 410 літрів в секунду, при температурі 40 °C. Біологічна стійкість озера показує температуру води, яка не змінюється протягом багатьох років  і навіть в найхолодніші зимові дні не опускається нижче 24 °C. Це робить можливість купання в озері цілий рік. Влітку температура води може досягати 37 °C.

## Клімат
Клімат помірний континентальний. Зима м'яка; середня температура січня -1,7°С. Літо тепле; середня температура липня 22°С. Опадів близько 750 мм на рік. Число годин сонячного сяйва близько 2000 на рік. Озеро Хевіз розташоване в оточенні заповідного лісу площею 50 гектарів, що забезпечує курорту особливий, неповторний цілющий мікроклімат. Термальна вода, випаровуючись, також сприяє створенню особливого мікроклімату.

## Транспорт
Міжнародний аеропорт Будапешта - 200 км, Відня - 180 км, Шармеллек (FlyBalaton Airport) - 10 км. Від Будапешта до міста Кестхей можна добратися потягом або автобусом, а далі рейсовим автобусом до Хевіза. Час в дорозі на поїзді Будапешт-Кестхей близько 3 годин. Також існують прямі автобуси Будапешт-Хевіз.

## Цікаві місця
- Термальна купальня і ревматологічна лікарня в ім'я Св. Андрія
- Хрест святого апостола Андрія Первозванного
- Пішохідна алея ім. д-ра Вілмоша Шульхоф
- Пішохідна вулиця - Ракоці утца
- Будівля ратуші, ратушна площа і фонтан Німфея
- Римо-католицький храм епохи династії Арпадів, район Егредь
- Храм в ім'я Серця Христового
- Храм Святого Духа
- Євангелістський Протестантський храм
- Кінотеатр Фонтана
- Історичний музей "Музейна колекція"
- Будинок культури і міська бібліотека ім. Жигмонда Моріца
- Винні погреби, район Егредь
- Давньоримський археологічний парк
- Могила загиблого римського воїна
- Хевізський фермерський ринок
- Автовокзал
- Захисна лісопаркова зона
- Музей в Егредь

## Галерея

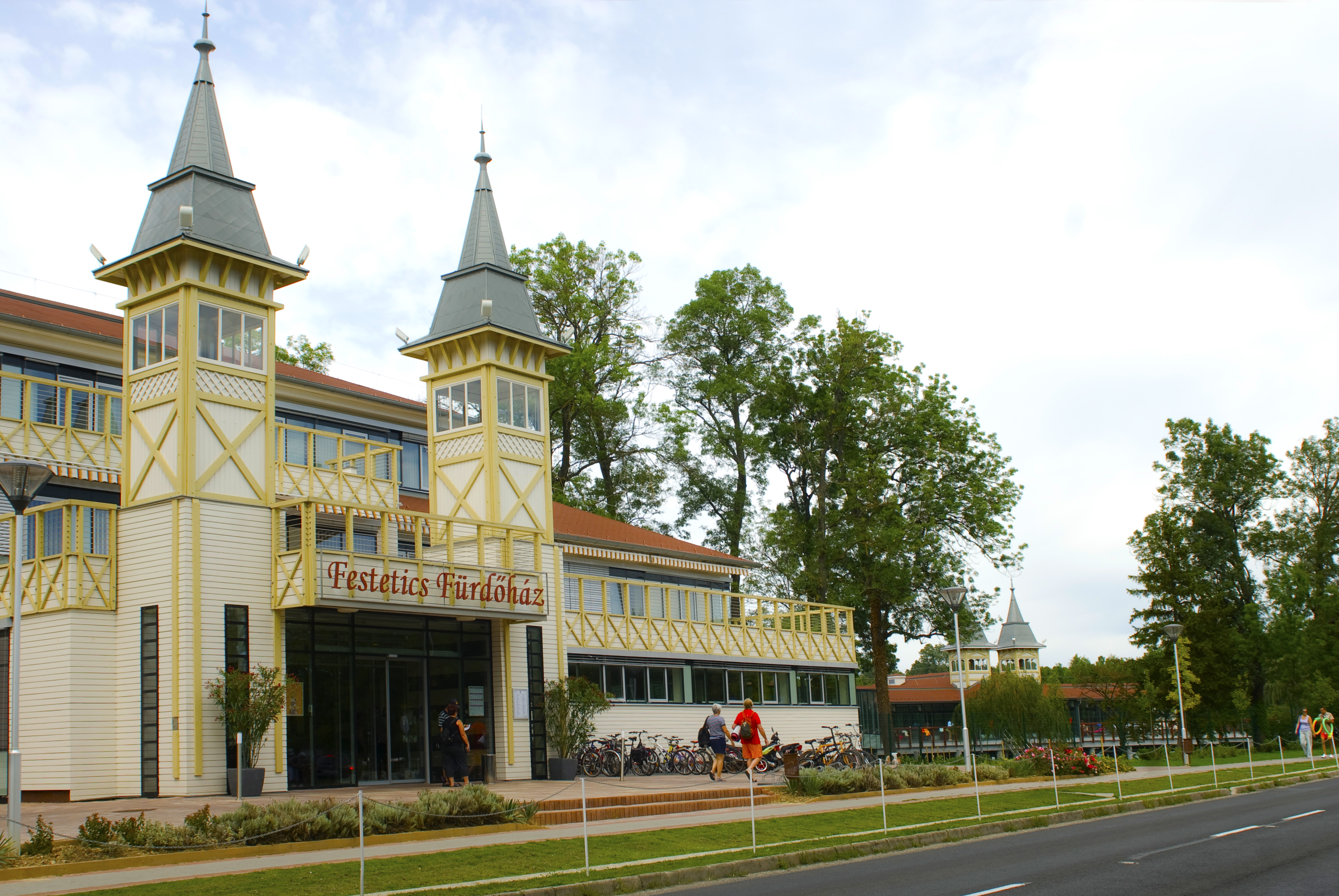
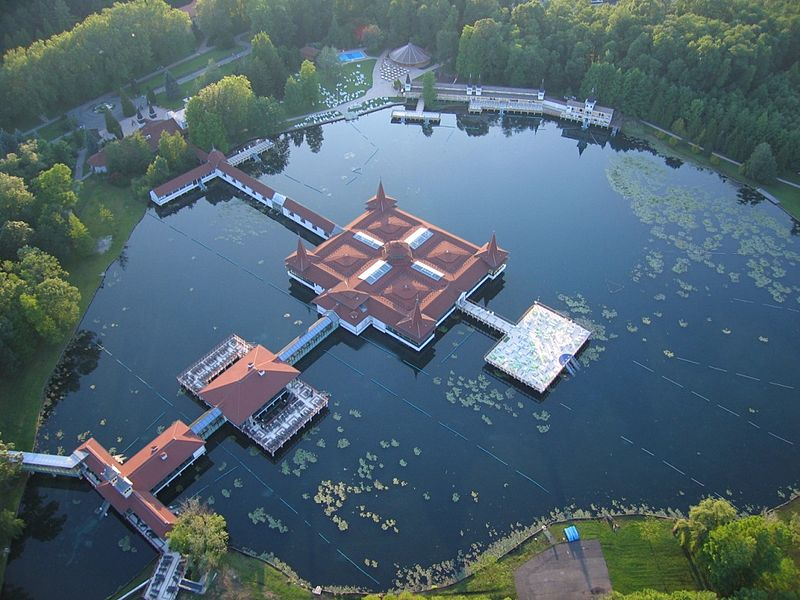
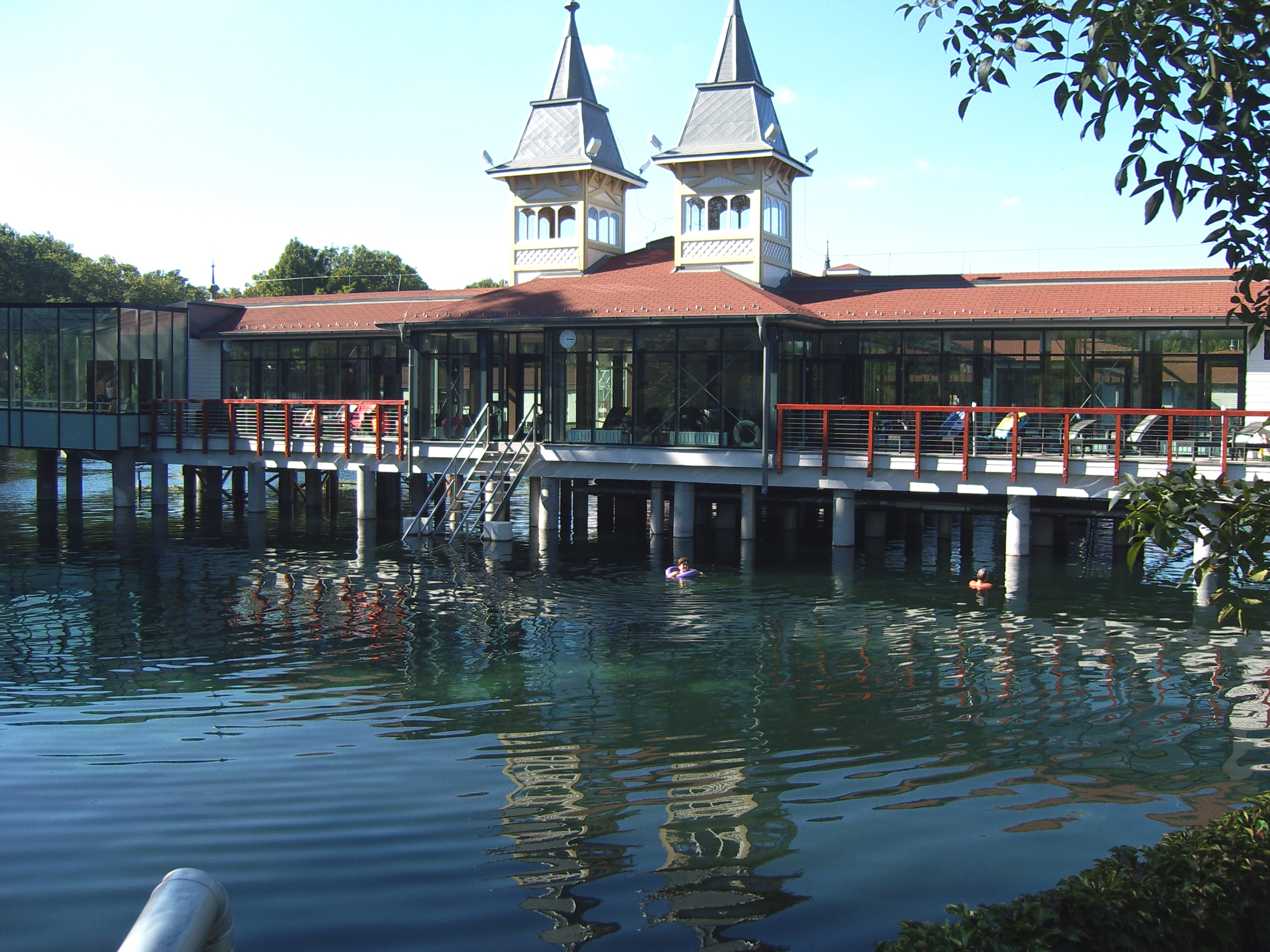
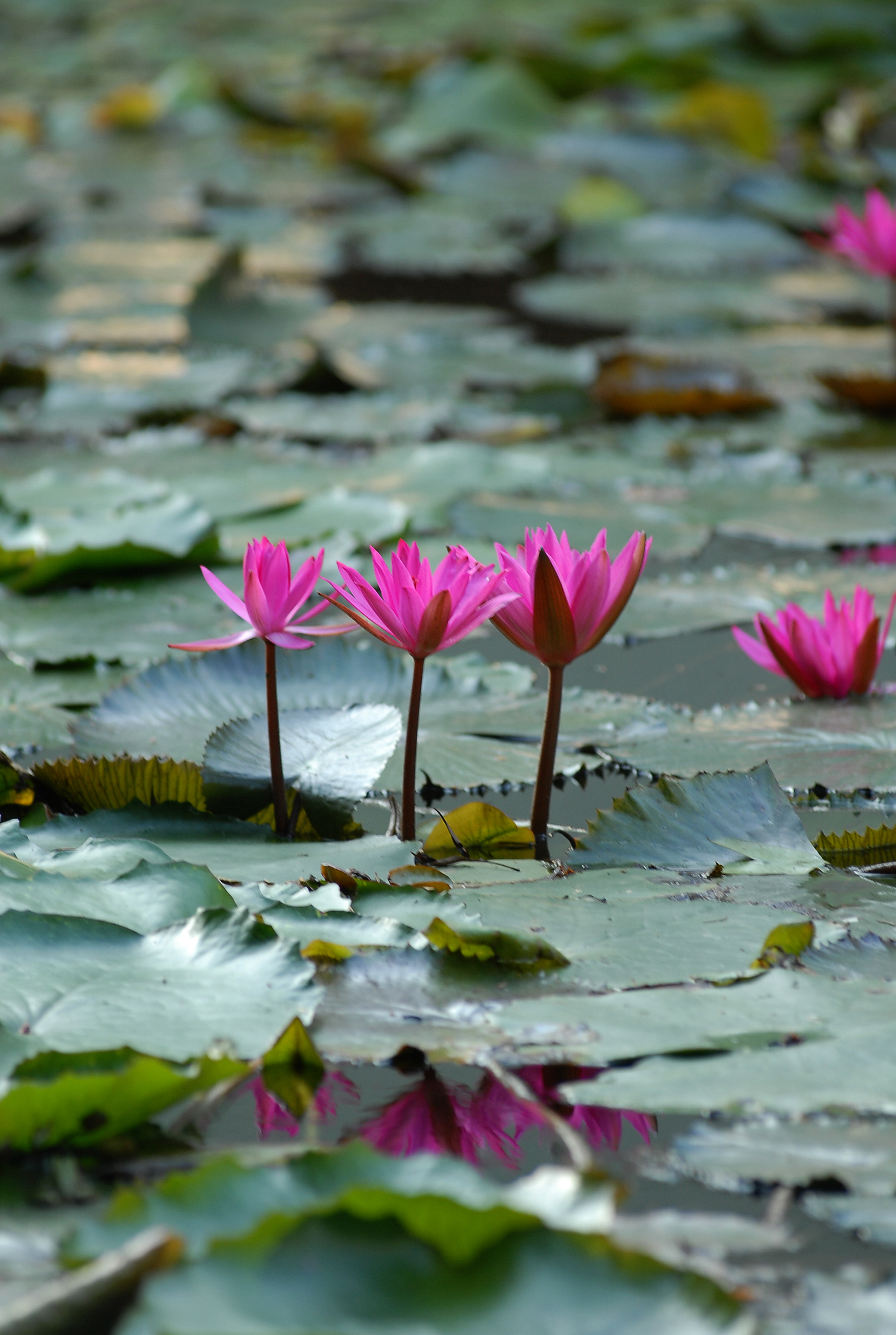
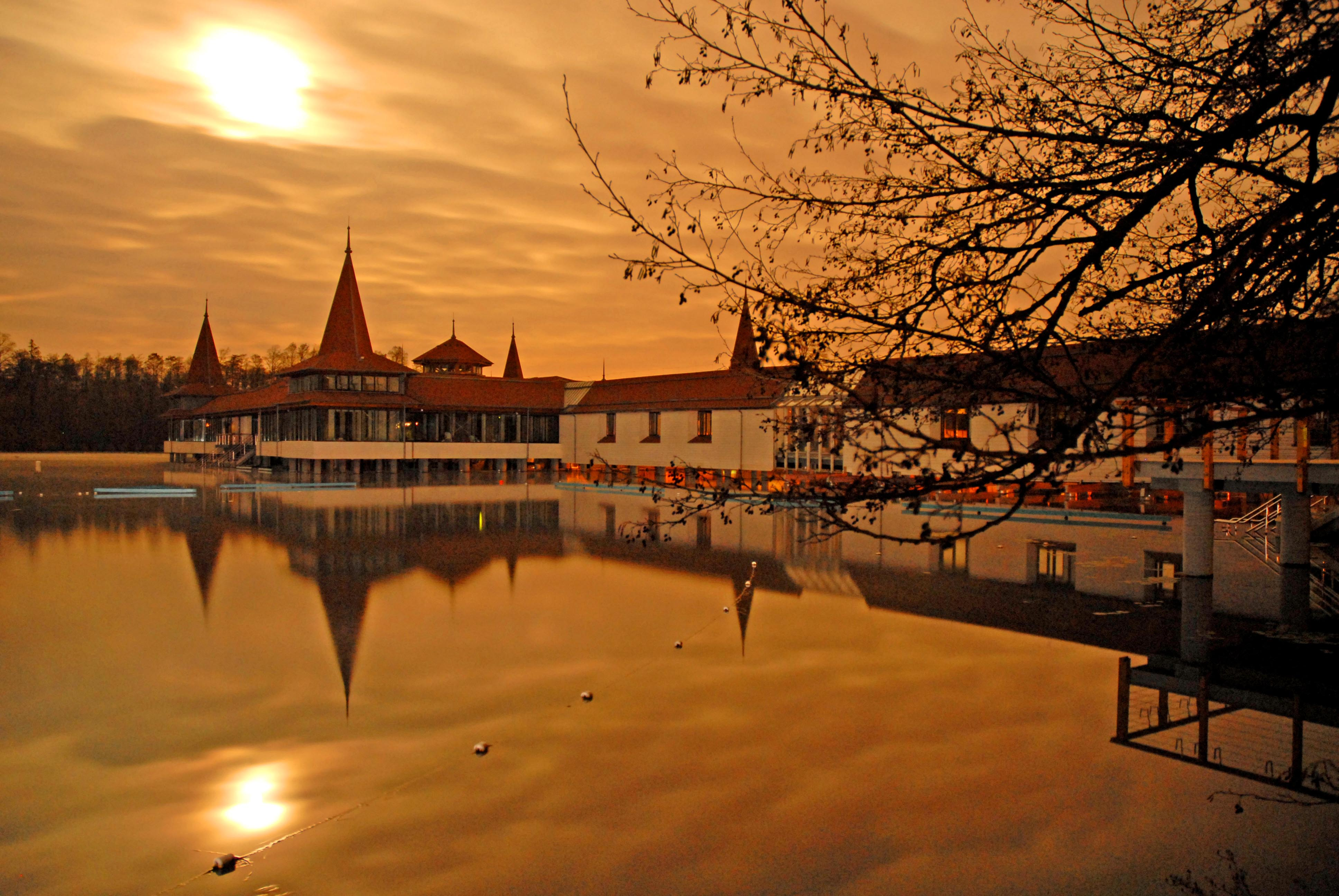
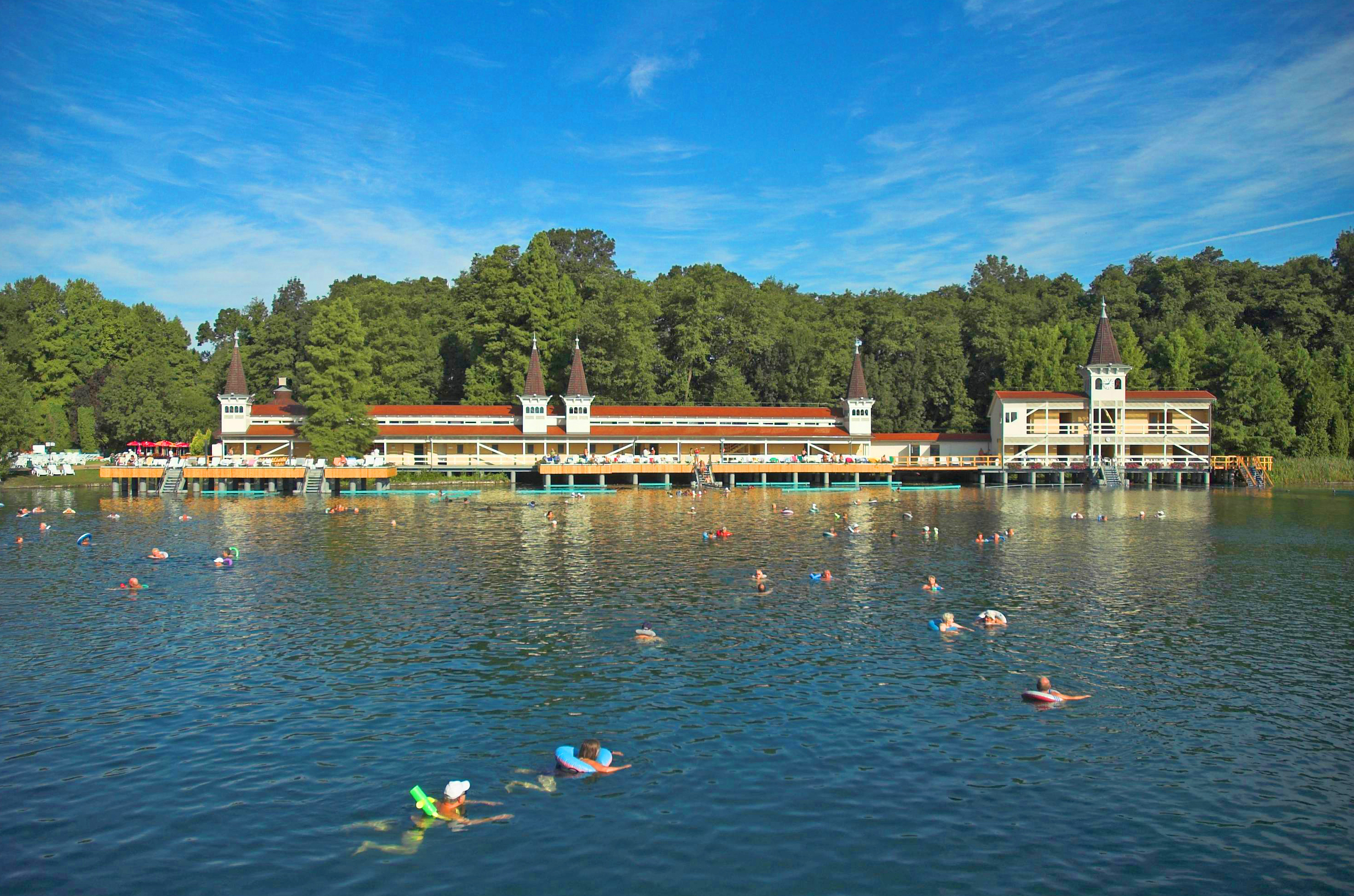
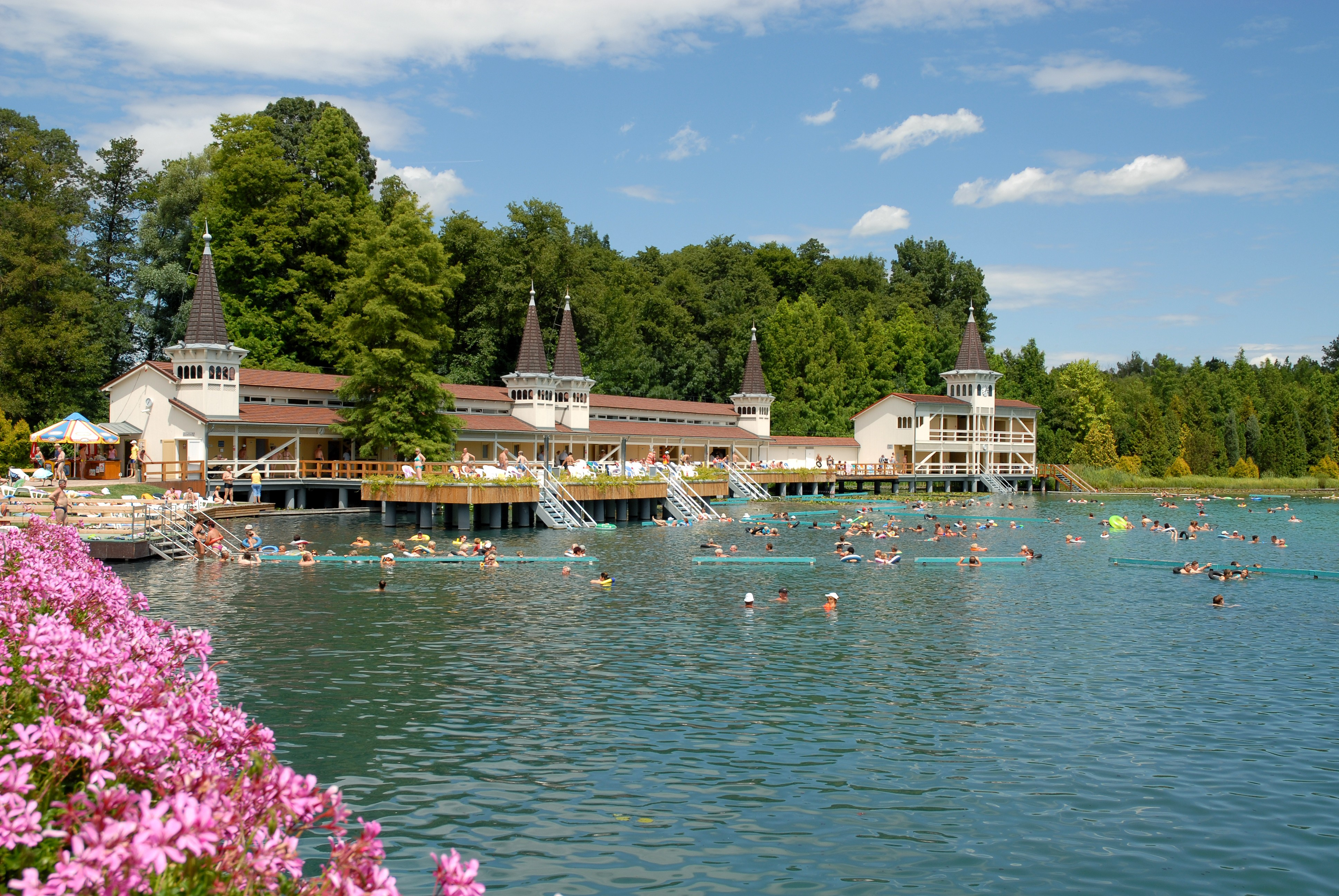
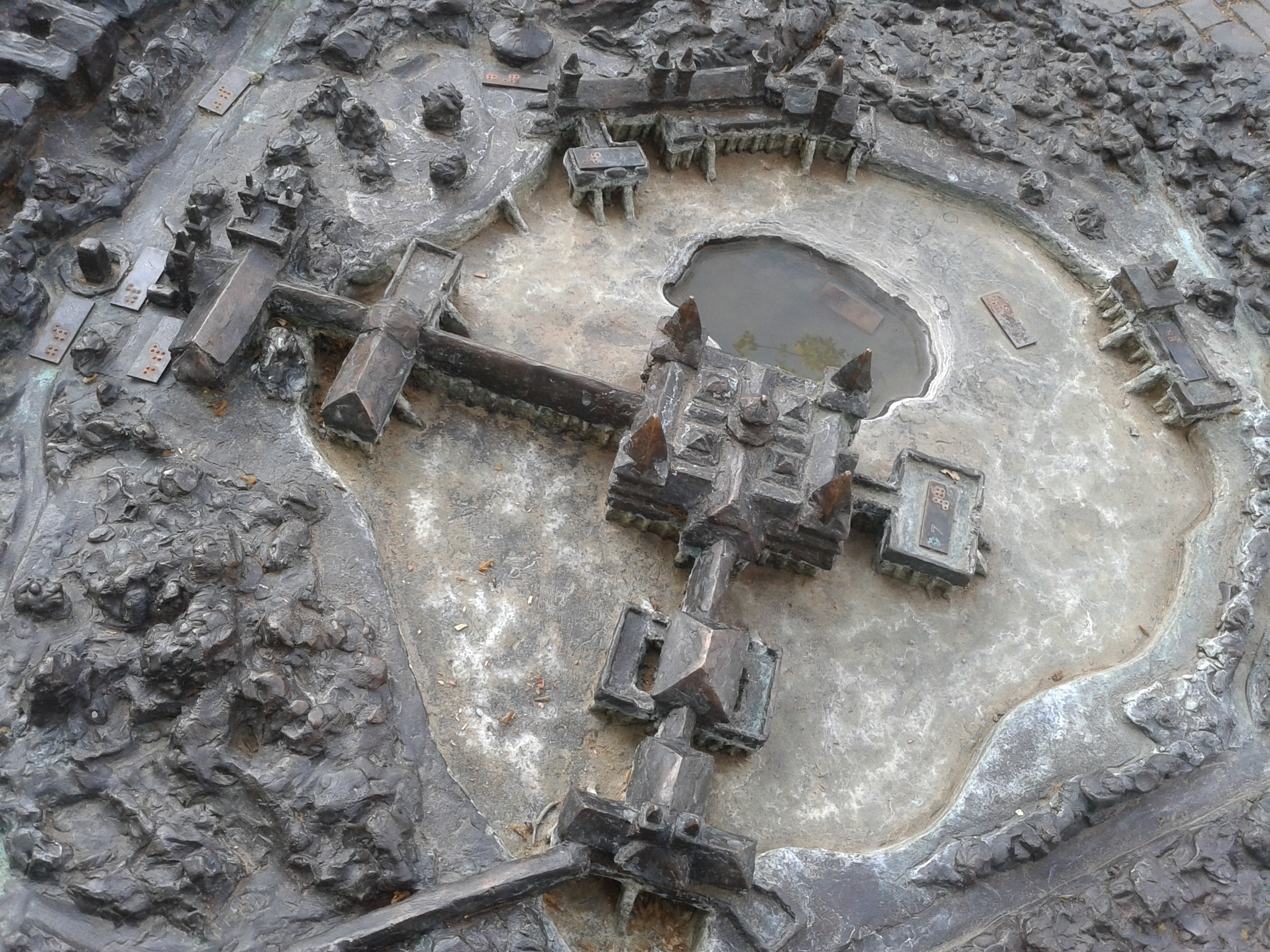
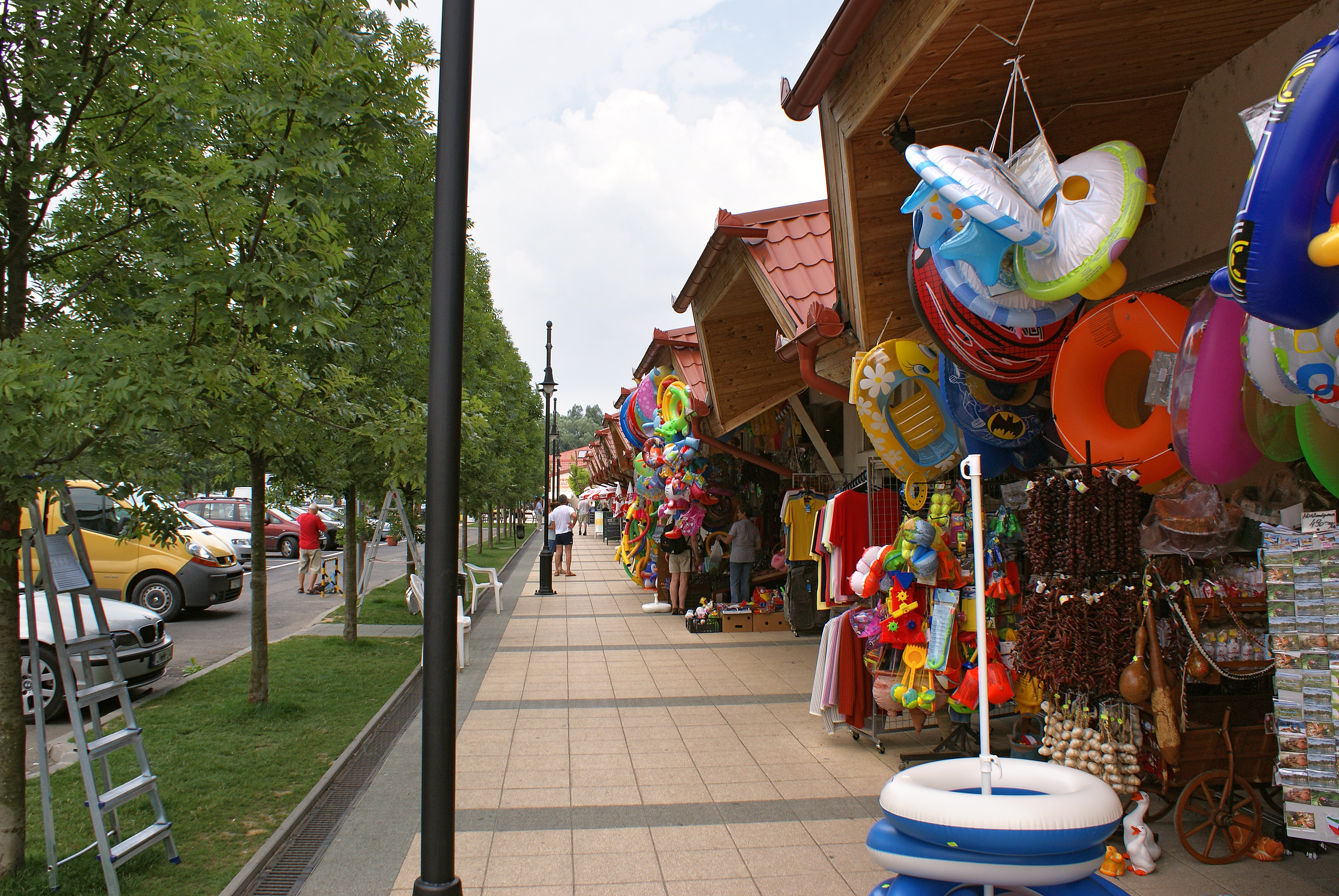
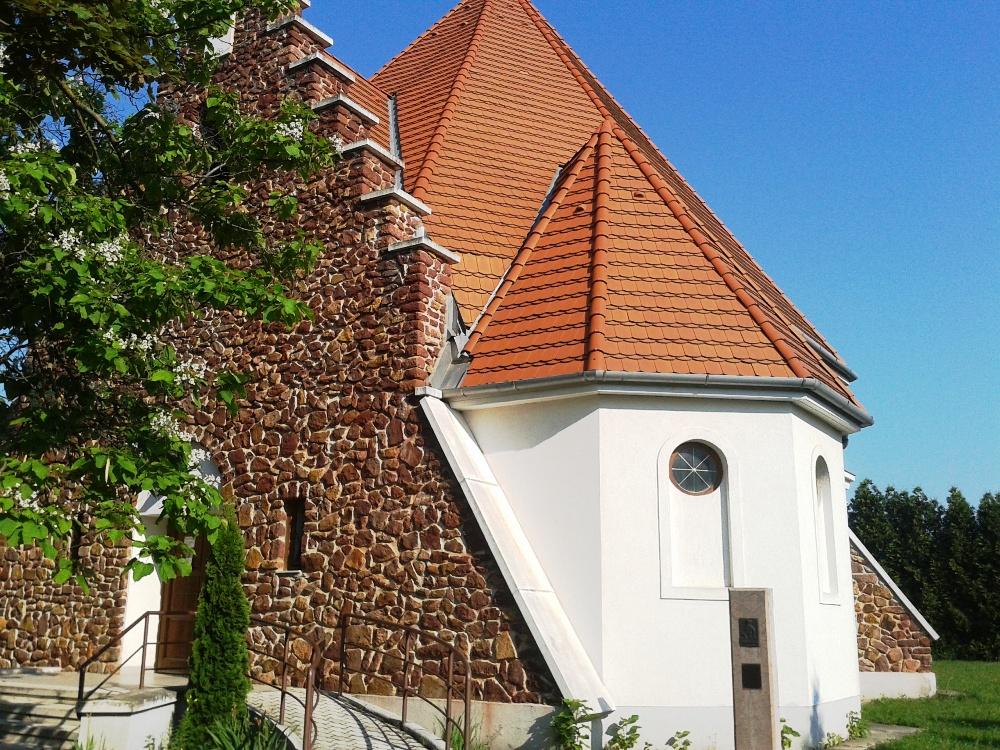
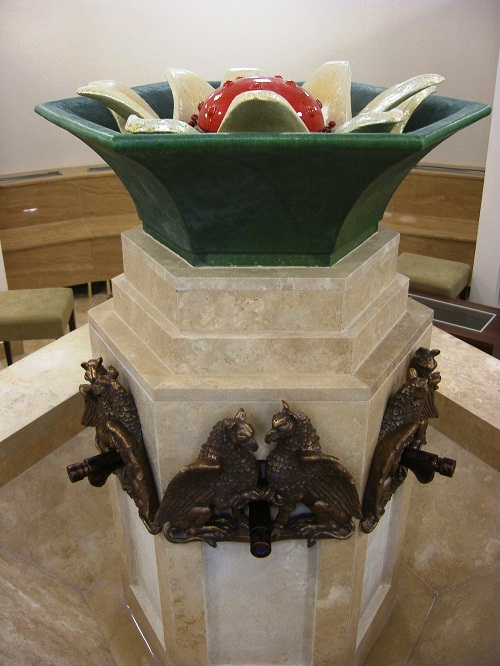
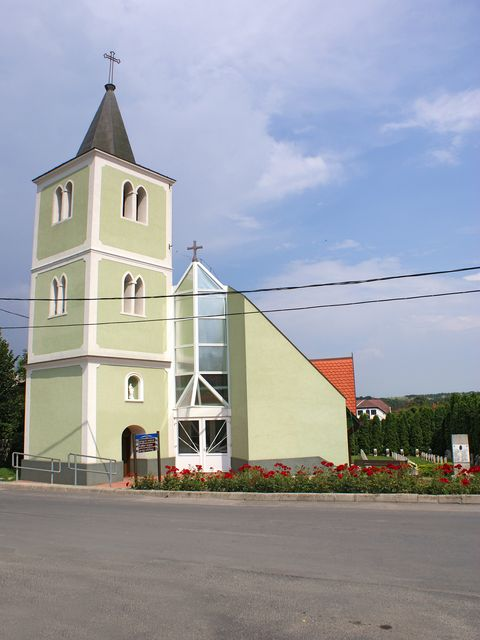
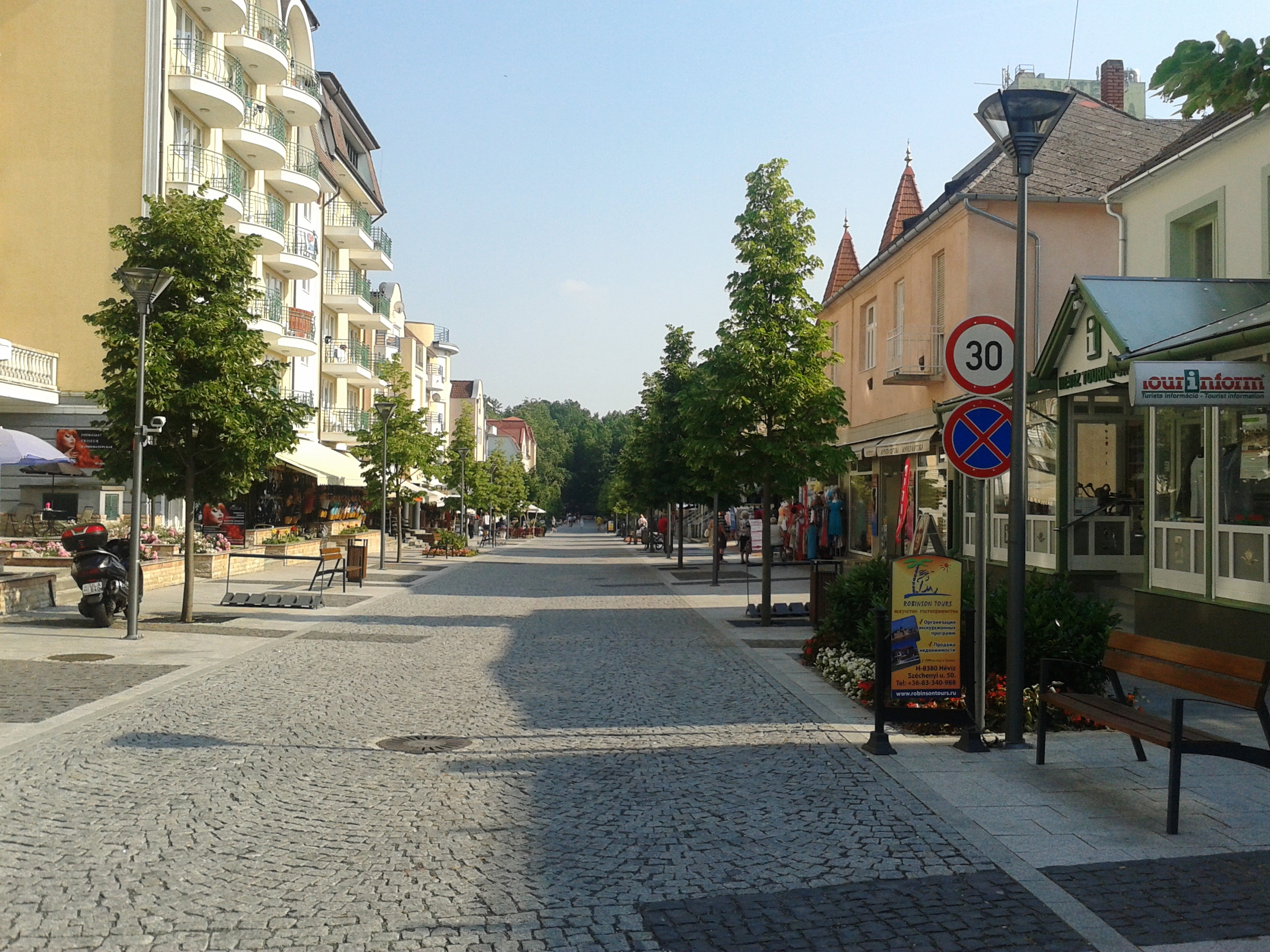
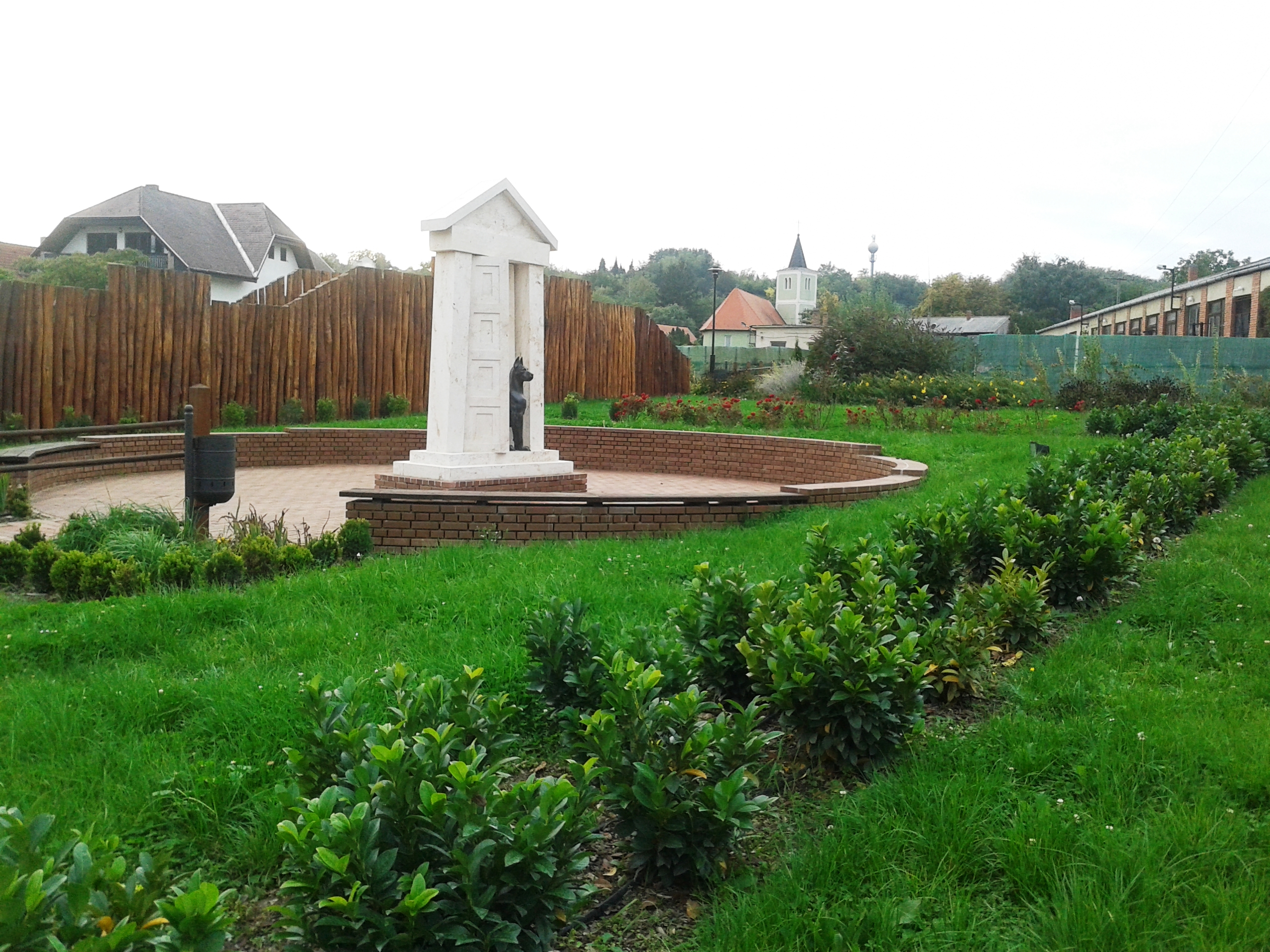
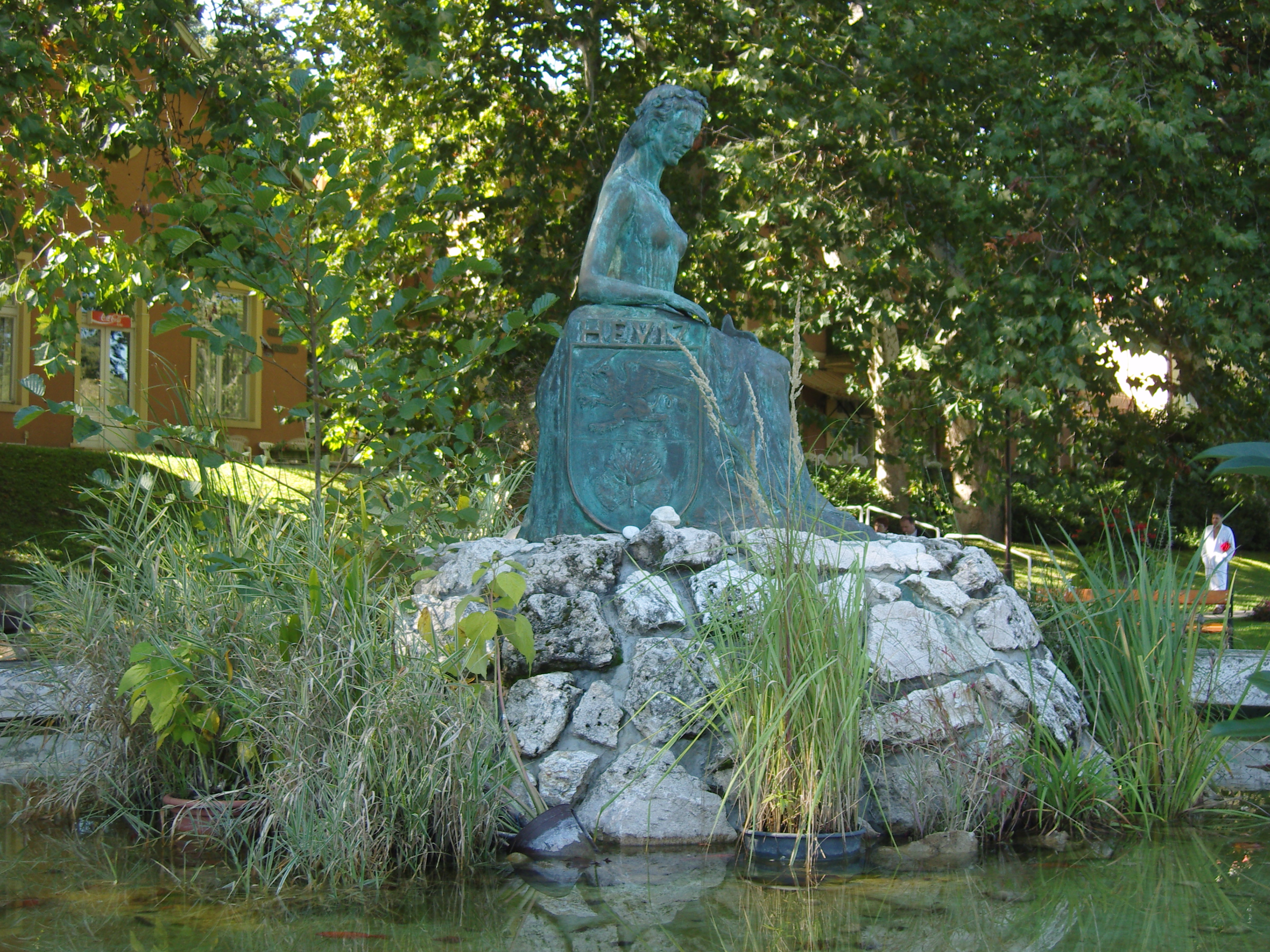